# A Generátor Rex szereplőinek listája
Ez a cikk a Generátor Rex című rajzfilmsorozat szereplőit sorolja fel.

## Providence
A nanit eseményt követő napokban a XXI. századi civilek tétlenül nézték végig, ahogy a Föld nagy része EVO-vá vált. Egyetlen rendesen felfegyverzett szervezet volt a bolygón, ami képes volt felvenni a harcot. Az idő előrehaladtával egyre fejlettebb lett a szervezet, központjuk pedig egy sivatag közepén van.
Rex Salazar
Rex a Providence nevű szervezetnél dolgozó amnéziás EVO. Már a nanit esemény előtt szervezetébe helyezték nanitjait, már a robbanás idején fertőzött volt. Hatos ügynök a Providence korai napjaiban talált rá, mikor egy hatalmas, biomechanikus E.V.O támadást próbáltak elhárítani. Bár az E.V.O körvonalait az emlékekben nehezen lehetett kivenni, olykor-olykor megcsillant a Rextől már ismerős kard, a mechanikus öklök és az acél talpak is. A lény utolsó ellentámadása során kilőtte öklét, belepasszírozva Hatost egy ház falába, aki a roncsok közül húzta ki a különleges gyermeket. Rex nanitjai az első verzióból valók, képes kommunikálni velük, és irányítani őket. Míg testét teljesen képtelen megváltoztatni, képes különböző végtagjain többnyire fegyvereket, harci alkalmatosságokat növeszteni. Két kezére hatalmas mechanikus háromujjú öklöket, bal karján egy hatalmas ágyút, jobb karjára egy körfűrésszé alakítható kardot tud növeszteni, míg hátára két hajtóművet, lábaiból pedig vagy egy antigravitációs motorkerékpárt, vagy két hatalmas acél talpat varázsol. Az általa fejlesztett gépek főként narancs színűek, fekete mintákkal vagy épp a csillogó ezüst színű csavarokkal. E.V.O. képességei meggyengülhetnek főleg érzelmi okok miatt, ha épp fáradt, frusztrált, vagy csalódott, de még a harag is befolyásolja koncentrációját, az általa fejlesztett gépek sokkal gyengébbek, lassabbak, vagy egész egyszerűen darabokra esnek. Küldetései során gyakran találkozik régi életéből barátokkal, ellenségekkel, jelenleg arra is rájött, hogy szülei Violetta és Rafael Salazar, hogy van egy Cézar Salazar nevű bátyja, hogy Rex régebben egy Kőbunkó nevű E.V.O maffiózó bizalmasa és alárendeltje volt Hongkong városában, és hogy bár szándékosan változtatták E.V.O-vá, Rex és bátyja életét ezzel menthették csak meg. Dr. Rylander a történet folyamán befecskendezett Rex-be valamit, mely ritkán a fiú szerveit is ellenőrzi, és megnöveli erejét. Ez az Omega-1-es nanit, bár működési elve szinte ugyanaz, burkolatával és méretével könnyen meg lehet különböztetni. A nanit megnöveli Rex erejét, aki ezzel képes a fejében összerakni a "terveket", melyek alapján új gépeket, többnyire kék színű elektromos fegyvereket fejlesszen: Hátára képes egyfajta energiaforrást növeszteni, mely a jobb karjából növesztett ostorhoz csatlakozik, mellyel igen erős áramütést okozhat ellenfelének; két kezéből képes sokkolóként is funkcionáló buzogányokat, vagy épp baltákat növeszteni, vagy épp az öklök kisebb változatát, mellyel energia pajzsot von maga elé.
Vörös kabátot és fekete, kék csíkokkal mintázott csőnadrágot visel.
Motoros kesztyűje mellett elengedhetetlen kelléke narancssárga síszemüvege.
Bár a Providence szinte teljesen meghatározza minden tettét, és bezárva tölti mindennapjait, gyakran szökik ki, ilyenkor általában a Providence egy másik fiatalkorú ügynökével, Noah Nixonnal kosárlabdázik.
Bobo Haha
Barátainak egyszerűen Bobo egy gyakran majomnak titulált E.V.O csimpánz, akit a Lovag és 6-os ügynök még a Providence korai éveiben fogtak el, majd Dr. Holiday kiszabadította. Rex szárnysegédje, és jó barátja, bár könnyen megvesztegethető, és gyakran szidalmazza az embereket. Bár E.V.O., nincs semmilyen önvédelmi mechanizmusa, képessége csupán annyi, hogy képes beszélni. Kék mintás, drapp mellényt, és vörös fezt visel. Fegyvere két egyedi vörös pisztoly, de különös módon ért a Providence sok másik fegyveréhez is. Szabadnapjain a Providence katonáival mulat, vagy épp kártyázik.
Noah Nixxon
Noah a Providence másik fiatalkorú ügynöke. Rex a történet elején ismerkedik meg vele, mit sem sejtve arról, hogy a Lovag ügynöke. Kezdetben csupán annyi a dolga, hogy megkönnyítse mindennapjait a fiúnak, aki abban a hitben él, hogy az őt kitaszított nagyvilágban van egy barátja. Később, miután Rex rájön minderre, Noah sokkal komolyabb feladatokban is részt vehet, szívesen vesz részt kiképzésben. Szívesen verseng Rexxel, főleg kosárlabdában, amiben -Rex gigantikus öklei ellenére is- 40-0-ra vezet.
Hatos ügynök
A Providence egyik befolyásos tagja, a Lovag régi kollégája. Sötétzöld öltönyt visel, fekete nyakkendővel és napszemüveggel. Rex előszeretettel tör be a zöld öltönyökkel teli szekrényébe, ha a fiú jeles eseményre, rendezvényre készül. Képzett a különböző harcművészetekben, fegyvere két kinyitható szamuráj kard, melyeket összeillesztve egy erős mágnest hozhat létre. Rex gyakran egy "verekedős dadusként" definiálja, máskor inkább egyfajta apa pótlást lát benne. Komor és csendes, ritkán szegi meg a Providence szabályzatát, Rex tökéletes ellentéte. A "Divide By Six" című epizódban több dolog kiderül róla, többek közt, hogy öt másik jól képzett emberhez tartozott, és hogy az általa kapott szám azt jelzi, hogy a hatodik legveszélyesebb ember a Földön.
Dr. Rebecca Holiday
Dr. Holiday a Providence első éveiben egy Dr. Fell nevű tudós asszisztense volt, akkoriban ő volt az egyetlen, aki felvetette, hogy az E.V.O-kat élve kellene vizsgálni, és hogy meg kellene próbálni egy harmadik választást is az elpusztítás és az elzárás mellett: A gyógyítást. Fell egyik félresikerült lebontó hadművelete, és elbocsátása után ő a Providence vezető tudósa. Talán az egyetlen aki Rexben nem csak a gépet látja, hanem az elveszett fiatalt is. Átérzi, min megy keresztül. Holiday laborköpenyt narancs színű felsőt, fekete szoknyát, és térdig érő csizmákat hord, Rex gyakran flörtöl vele, melynek eredménye csupán annyi, hogy a fiút ráveszi különböző veszélyes feladatokra, mint E.V.O DNS minta gyűjtése gyógyszerek kifejlesztéséhez. Holiday-nek van egy nővére, akiben már aktiválódtak a nanitok, gyógyíthatatlan E.V.O.
Fehér Lovag
A Providence vezetője, és az egyetlen nanit-mentes ember a bolygón. Régebben egy harcrakész, jó kedélyű Providence ügynök volt A szervezet korai napjaiban, mikor Hatos behozta az amnéziás E.V.O-t, a még 10 éves Rex-et az E.V.O kísérletek csupán odáig jutottak, hogy megsemmisítették a lényeket, Rex volt a megoldás, aki képes volt kigyógyítani az embereket. Egy baleset során a Lovag bent maradt a laborban, egy molekuláris lebontó folyamat közepén, de a fiatal Rex még épp időben megparancsolta a gépnek, hogy álljon le. A Lovag túlélte, de az összes nanitot kiirtották belőle, így ő az egyetlen, akiben megbízhatnak az emberek, akit megbízhatnak egy ilyen fontos szervezet vezetésével. Egyedül korábbi munkatársában, Hatosban bízik meg. Kezdetben óvakodik Rex-től, de később egyre inkább elfogadja, néha pedig még barátjaként is tekint rá. A Lovag ritkán jár ki az irodájából, többnyire csak képernyőkön tartja a kapcsolatot az alkalmazottakkal. Ha mégis ki kell jönnie, azt egy állig felfegyverzett fehér robot páncélban, vagy egy szintén fehér védőruhában teszi. Irodájának padlójában erős elektromágnes működik, hogy az irodájába bejutó nanitokat megfékezze. Ez általában gyenge fokozatra van kapcsolva, hogy csak a nanitokat állítsa meg, de felerősítve egy E.VO-ból akár ki is tépheti a nanitokat.

## Ellenségek
Alpha
Alpha a speciális epizód főellensége. Cézar teremtménye amin Ben és Rex igencsak elcsodálkoznak. Később meg akarja szerezni Rex Omega-nanitját de még ezelőtt átváltozik egy erősebb lénnyé magát Alpha-Omegának nevezve. Mikor próbálja megszerezni Rex nanitját akkor Rex azt mondja Bennek: "Csinálj valamit! Akármit!" ekkor Ben megdobja(próbálja) Alphát de Rex fejét találja el, ekkor Rex azt mondja: "Csinálj valami jobbat". Végül aztán Ben Meti alakjában összeolvad Rex-szel és így az erősebb gépekkel legyőzik Alphát. Később azonban a null űrben látszik, hogy újraéled.
A Vadász
Egy kisvárosban élő E.V.O. ellenes aktivista, akinek dühe felesége EVO-vá változása után fokozódott. Erős testalkatú, vörös hoki-maszkot visel, és hatalmas fegyvertára, és "Édes Caroline" feliratú EVO robbantó ágyúja mellett a Földön több ezer követője van, akik fegyvereiket a Providence-el ellentétben úgy építik, hogy az legalább három lövéssel végezzen egy gyengébb EVO-val. Többször is megpróbál végezni Rexxel, akit jobban gyűlöl, mint a többi EVO-t, mivel "reményt táplál, még akkor is, ha nincs."
ÉRT-LMS
Egy paranoiás szuper-komputer, aminek a legnagyobb félelme az a kismilliárd nanit, ami a Föld lakosságába került öt éve. Többször is megpróbálta kiirtani a nanitokat, velük együtt az embereket, de Rex sikeresen megakadályozta. Később kiderül, hogy ÉRT-LMS egy Cézar által készített mesterséges értelem, melynek hibás a memóriája. Az is kiderül, hogy komputer hangja Cézar és Rex édesanyjáéról van mintázva.
Kőbunkó
Egy rettegett hongkongi EVO maffiavezér, aki tizenéves EVO-kat használ fel bankrablásokhoz, testőrei pedig nagydarab, de öntudattal rendelkező EVO-k.

### A Falka
Alvilág a nanit esemény helyszíne, ahol a robbanás miatt hatalmas mennyiségű nanit került a földbe, és a homokba. Ezt a területet Van Kleis uralja, itt minden nanit neki engedelmeskedik, a Falka pedig az Alvilágban tanyázó EVO-k csoportja, melynek Van Kleiss parancsol.
Van Kleiss
Egy megalomániás, és idegesítően nyugodt, gyógyíthatatlan EVO, aki nagy szerepet játszott a nanit kutatásban és sok dolgot tud a nanit esemény okozóiról, és Rex múltjáról is. Célja, hogy egy egységes EVO birodalmat hozzon létre, és eltöröljék az emberiséget. Nanitjai instabilak, ezért csak folyamatos utánpótlással tudja életben tartani magát. Bal karját egy aranyszínű robotkar helyettesíti, melynek ujjaiból injekciós tűket tud kicsúsztatni, ezekkel leszívni más EVO-k nanitjait, akik a folyamat során megkövülnek, elpusztulnak. Esetleg kihasználja a Providence korrupt kutatóit, hogy egy nagyobb mennyiségben nanitokat juttassanak el neki. Alvilágban képes irányítani a nanitokat, így ő parancsol a növényeknek, a földnek, az időjárásnak is. Tulajdonképpen Van Kleiss tartja egyben az egész Alvilágot, szimbiotikus kapcsolatban van a földdel, ha esetleg teste elpusztul, a földből kinövő gallyak, növények, kisebb átalakulással regenerálják. Rex Dr. Rylanderrel való találkozása során a tudós Van Kleissel együtt egy nanit tartálynak rohan, melybe mindketten belehalnak. Később Ciklon elhívja Rexet alvilágba, mivel Van Kleiss nélkül Alvilág darabokra esik. Ezután egy gépezettel és Rex segítségével feltámasztják, Van Kleiss nanitjai azonban megváltoznak, és Rex sikeresen meggyógyítja. Később sikeresen visszakapja E.V.O képességeit, és leszívja Rex nanitjait (aki érdekes módon nem kövül meg), ennek következtében ő is képes kommunikálni a nanitokkal, azzal a különbséggel, hogy ő képes az embereket engedelmes EVO-kká változtatni. Az ilyen EVO-kon mindig megtalálható Van Kleiss robotkarjának lenyomata.
Gépfarkas
Van Kleis hűséges alárendeltje. A Falka magasabb rangú tagja. Humanoid lény, hosszú karokkal, fehér bundával és bőrrel, teste nagy részét egy szinte sebezhetetlen, kék fémpáncél borítja.
Szkalamandra
A Falka egyik legfurcsább tagja. Négylábú teremtmény, zöld bőrrel. Gőtére emlékeztető feje testéhez képest mindig balra van hajtva és felfelé néz. Jobb karján egyfajta gyémánt borítás van, melyek ki tud lőni, de gyakran használja sajátos módon kardként is.
Tériszony
A Falka tagja. Bár egy iskolai egyenruhát viselő EVO lánynak tűnik, Tériszony négy karján kívül más képességet is kapott nanitjaitól. Képes portálokat nyitni. Ugyanakkor el tud nyelni dolgokat, melyeknek egy zsebdimenzióban nyit kiutat, ebben a dimenzióban még egy eltűnt amerikai kisváros is megtalálható, ez neki egyfajta babaház.
Ciklon
Ciklon a Falka legfiatalabb tagja. EVO képessége ugyanúgy mint Rexnek, csak aktív állapotban lesz szemmel látható. Rex Cabo Lunában ismerkedett meg vele. Gyengéd érzelmeket táplálnak egymás felé. Rex minden találkozás alkalmával igyekszik felnyitni a lány szemét, hogy a Falka, s őrült vezérük csupán képességei miatt tartja, és mivel ez nem igen sikerült Rexnek, így úgy véli, könnyebb, ha úgy tesz, mintha hidegen hagyná az EVO lány sorsa. Ciklon képes szájából egyfajta csövet, vagy ormányt kreálni, mellyel erős hanghullámokat tud szórni 180 fokos szögben eltántorítva a közelében lévő fenyegetést. Abban a tudatban él, hogy csak a Falka fogadja el őt EVO-ként. Később csatlakozik Gézhez, Szöcskéhez, és Sqwydd-hez.

## Mellékszereplők
Cézar Salazar
Rex őrült, zárkózott, paranoiás, de zseni bátyja, aki nagy szerepet töltött be a nanit kísérlet idején. Szerencsére a robbanás idején háromlábú űrjárművével sikeresen megmenekült, de az űrben kisebb időutazással kapcsolatos problémái adódtak, mire megtalálta Rexet, aki ebben az időszakban többször is öntudatlan állapotba került, miközben különféle barna, rozsdás alkatrészeket fejlesztett magából. Cézart a Providence hatalmas értéknek tartja az EVO-k elleni harcban. Van Kleiss többször is őt gyanúsítja a nanit kísérlet idején bekövetkezett robbanással.
Ben Tennyson
A jól ismert hős Ben egy "féreglyuk" által egy alternatív dimenzióba kerül át ahol egy kicsit sem ismert hős. Itt az első találkozás Rex-szel nem sikerül valami tökéletesre, főleg mert Rex azt hiszi Benről, hogy egy E.V.O., és az érzés kölcsönös. Később azonban rendesen összemelegednek egyszer véletlenül dzsekit is cserélnek. Alpha legyőzése után Böffencs alakjában visszatér a Null űrön keresztül a saját dimenziójába. Rex reménykedik, hogy még találkoznak. Hatos szerint biztos, hogy találkoznak még Bennel.
Dr. Gabriel Rylander
Az egyik tudós, aki túlélte a nanit robbanást. Az esemény után próbál figyelmeztetéseket küldeni, például kisebb adag nanitot szabadít a kísérletet pénzelő emberekre. Halála előtt bele fecskendezi Rex-be az ún. Omega 1-es nanitot, ezután pedig Van Kleissel együtt ráveti magát egy instabil nanit tartályra, és elpusztul. Később, mikor az öt éve bekövetkezett baleset vezetői magukba akarták olvasztani a Mester-kontroll nanitok erejét, egy speciális kamra segítségével stabilizálták, így a kamrán belül életben marad.
Géz
Egy tizenéves, múmiaszerű EVO Rex múltjából, Kőbunkó hongkongi bandájából. Képes darabokra szakadni, és "felszívódni", majd ismét összeállni. Rex jóbarátja.
Szöcske
A Sqwydd-hez és Gézhez tartozó tizenéves EVO lány a hongkongi bandából. Rovarokra jellemző képességei vannak, mint több száz méter magasra ugrani. Rex régen hatalmas bajból mentette ki, kissé szégyenlős barátai között.
Polip
Szöcske és Géz társa a hongkongi bandából. Tintahalra jellemző képességeket birtokol, képes tintát köpködni, fejéről pedig csápok lógnak. Néha túlságosan is elhidegült, és csendes, de megbízik barátaiban és Rexben. Többször előhozakodik azzal az ötlettel, hogy beáll a cirkuszba, utalva groteszk, polip külsejére.
A hatok
A hatos osztás című részből derül ki, hogy Hatos ügynök azért viseli ezt a nevet, mert ő a hatodik legveszedelmesebb ember a Földön. Ennek a csoportnak volt a tagja Hatos mielőtt csatlakozott a Providence nevű szervezethez. Az epizódból kiderül, hogy igazából nincsenek jóban, de ideiglenesen összefognak, hogy megmentsék társukat "Egyest".